# ناکامورا کانزابورو هیجدهم
ناکامورا کانزابورو هیجدهم (انگلیسی: Nakamura Kanzaburō XVIII؛ ۳۰ مهٔ ۱۹۵۵ – ۵ دسامبر ۲۰۱۲) یک هنرپیشه اهل ژاپن بود. وی بین سال‌های ۱۹۵۹ تا ۲۰۱۲ میلادی فعالیت می‌کرد.